# Euacasta aculesta
Euacasta aculesta is een zeepokkensoort uit de familie van de Archaeobalanidae.